# 賈敏 (洪武進士)
賈敏，字克勤，山西潞州壺關縣人，明朝政治人物、進士出身。

## 生平
洪武三年，鄉試中舉。洪武四年，會試七十五名，登進士三甲，授南昌府武寧縣縣丞。升任廣西道监察御史，改国子监助教。

## 家族
有子賈有年。